# Lilium davidii

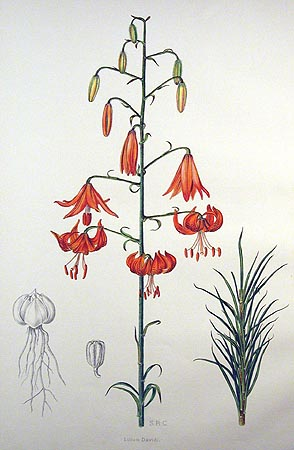
Lilium davidii.

Lilium davidii (em chinês: 川百合) é uma espécie de planta herbácea perene com flor, pertencente à família Liliaceae. A espécie tem a altura variando entre 1,2-1,5 m e floresce a uma altitude de 800 a 1 200 m.
A planta é endêmica nas províncias de Gansu, Guizhou, Henan, Shanxi, Sichuan, Yunnan, Hubei e Shaanxi na República Popular da China, a planta também é encontrada na Coreia.
A espécie apresenta as seguintes variedades: 
- Lilium davidii var. willmottiae Wikispecies
- Lilium davidii var. davidii Wikispecies